# Anceps
Anceps (z łac. syllaba anceps) – w greckiej i rzymskiej poezji opartej na iloczasie sylaba obojętna dla metrum pod względem długości.
Wyróżnia się dwa typy ancepsów:
anceps w arsie (inaczej anceps akcentowany, ) – niezależnie od długości sylaby na nią pada akcent wierszowy
anceps w tezie ( lub ) – sylaba krótka albo długa, na którą nie pada akcent wierszowy
Nie należy mylić ancepsu z innym zjawiskiem zachodzącym w antycznej metryce, czyli brevis in longo.